# Gussago
Gussago (Gösàch in dialetto bresciano) è un comune italiano di 16 677 abitanti situato in Franciacorta, provincia di Brescia in Lombardia.

## Geografia fisica

### Territorio
Gussago sorge in un territorio collinare che può essere suddiviso in tre grandi parti: una centrale appunto collinare corrispondente alle frazioni della Piazza, Casaglio e Ronco, e altre due, (una più a nord e l'altra più a sud), caratterizzate una da rilievi (Navezze e Civine) e l'altra da un territorio pianeggiante (Sale, Croce, Mandolossa). Il suo territorio confina ad est con Cellatica e Brescia, a sud con Roncadelle, a ovest con Castegnato e Rodengo Saiano, a nord-ovest con Ome, a nord con Brione, a nord-est con Villa Carcina.
A seguito dell'Ordinanza del Presidente del Consiglio dei Ministri n. 3274 del 2003, ritoccata dalla giunta regionale n. 2129 del 21 luglio 2014, Gussago è stata posta nella zona 3 ("sismicità bassa che può essere soggetta a scuotimenti modesti").

#### Idrografia
I corsi d'acqua che attraversano il paese sono il torrente La Canale, il torrente Solda e il torrente Gandovere.

### Clima
Il clima a Gussago è caldo e temperato, con piovosità significativa durante tutto l'anno.
La temperatura media annuale è di 11,6 °C, essendo luglio il mese con temperature più alte (21,5 °C) e gennaio il mese con temperature più basse (1,8 °C). Il clima è condizionato dai rilievi collinari. Durante la stagione invernale, nelle giornate più fredde possono presentarsi gelate e nevicate. Nella stagione estiva invece il caldo invade la pianura padana, con giorni di sole e afa per la parte sud del paese, brezze locali per la parte nord.
La piovosità media annuale è di 1091 mm. In particolare le piogge sono più scarse nel mese di gennaio (54 mm) e più abbondanti nel mese di novembre (125 mm).
| [ 5 ]               | Mesi | Mesi | Mesi | Mesi | Mesi | Mesi | Mesi | Mesi | Mesi | Mesi | Mesi | Mesi | Stagioni | Stagioni | Stagioni | Stagioni | Anno  |
| [ 5 ]               | Gen  | Feb  | Mar  | Apr  | Mag  | Giu  | Lug  | Ago  | Set  | Ott  | Nov  | Dic  | Inv      | Pri      | Est      | Aut      | Anno  |
| ------------------- | ---- | ---- | ---- | ---- | ---- | ---- | ---- | ---- | ---- | ---- | ---- | ---- | -------- | -------- | -------- | -------- | ----- |
| T. max. media (°C)  | 5,7  | 7,2  | 11,6 | 15,2 | 19,4 | 23,7 | 25,6 | 25,3 | 20,7 | 15,9 | 10,5 | 6,4  | 6,4      | 15,4     | 24,9     | 15,7     | 15,6  |
| T. min. media (°C)  | −1,7 | −1,5 | 1,1  | 4,8  | 9,2  | 14,0 | 16,7 | 16,9 | 13,6 | 9,5  | 4,7  | 0,1  | −1,0     | 5,0      | 15,9     | 9,3      | 7,3   |
| Precipitazioni (mm) | 54   | 59   | 67   | 96   | 106  | 100  | 87   | 96   | 115  | 119  | 125  | 67   | 180      | 269      | 283      | 359      | 1 091 |

## Origini del nome
Stando al Mazza (1986), il toponimo deriverebbe dal latino Acutianus la cui radice proverrebbe dal personale romano Acutius Fundus, fondo di Acuto, possidente romano citato in varie lapidi trovate nella zona; ma, per la desinenza in -ago, si propende per una origine più antica, celtica o gallica.
Dai documenti databili tra il X e il XIII secolo, il paese erano noto come Gixiago, Gussiacho e Gussiago, mentre nel XIV secolo è attestata la forma Guxago. Nel X secolo è invalso l'uso di Guxagum.

## Storia

### Epoca preistorica e romana
In località Navezze sono state rinvenuti degli avanzi di vertebrati di epoca quaternaria e si presume l'esistenza di un tracciato preistorico, proveniente dall'attuale Brescia e che percorreva a mezza costa il territorio comunale toccando le attuali località di Fantasina, Caporalino e Ronco, destinato a Iseo e al territorio bergamasco.
Testimoniano la presenza romana sei lapidi, di cui una dedicata al dio Nettuno e due grandi capitelli, ornamento di una villa romana, questi ultimi rinvenuti presso la canonica della frazione di Ronco. Durante quell'epoca Gussago fu pago e fu attraversato dall'importante strada Bergamo-Verona.

### Epoca medievale

#### Alto Medioevo
La Pieve, anche chiamata "Pieve Vecchia" dai gussaghesi, fu istituita nel secolo VIII come testimonia l'unico reperto sopravvissuto dell'antico edificio ecclesiale: il pulpito di Mayorans (o Mavioranus) che un tempo faceva parte di un sarcofago di forme barbariche, forse longobarde, e che ora è utilizzato come ambone nella pieve di Santa Maria a Pie del Dosso. La presenza dei Longobardi è attestata anche da una tomba scoperta in località Sale al cui interno è stato trovato un frammento di scudo e una catenella.
Durante il IX secolo, gli imperatori franchi donarono numerosi fondi nei pressi di Gussago al monastero benedettino di Leno il quale mantenne fino al XVII secolo il privilegio di nominare il prevosto del paese. Come fundus Gussiago e colonia del monastero è nominato in un diploma emesso nel 958 dai Re d'Italia Berengario II e Adalberto II. Come fundus dell'abbazia lenese è accennato in documento successivi.
Stando ad un documento del 960, il monastero di Santa Giulia possedeva una masseria.

#### Basso Medioevo
Il 15 luglio 937 l'Imperatore Corrado II diede in giurisdizione al Vescovo di Brescia il Territorium Civitatis al quale apparteneva anche Gussago.
Durante il XII secolo, Papa Onorio II assegnò delle proprietà ecclesiali presso la frazione di Sale, che nel X secolo risultavano di proprietà della famiglia dei Sala, al Capitolo della cattedrale di Brescia il quale costituì successivamente un beneficio.
Nel 1311 il castello fu fortificato dai Guelfi allo scopo di contrastare l'avanzata dei Ghibellini e dell'Imperatore Enrico VII. Nel 1315, presso la pieve di Santa Maria fu siglato un trattato di pace tra le due forze politiche, grazie al quale i rappresentanti fuoriusciti poterono rientrare a Brescia.
Stando all'Estimo Visconteo del 1385, Gussago era comune capoquadra
Nel XV secolo, durante le lotte fra i Visconti e la Repubblica di Venezia per il controllo del territorio bresciano, il paese fu centro dell'iniziativa denominata Congiura di Gussago. Ordita da Pietro Averoldi e Pietro Avogadro e sostenuta da alcuni nobili gussaghesi guelfi e sostenitori di Pandolfo III Malatesta, la congiura sostenne armata le truppe del Carmagnola al suo ingresso a Brescia nel 1425. Nel 1438, le truppe viscontee comandate da Niccolò Piccinino occuparono il paese, danneggiandolo. L'anno seguente il condottiero perugino riparò nuovamente a Gussago, oltre che a Cellatica, a seguito del fallito assedio a Brescia; anche in questa occasione procurò notevolissimi danni.

### Epoca veneta
Stabilizzato il dominio sul territorio bresciano, la Repubblica di Venezia riconobbe a Gussago particolari privilegi, premiando in questo modo le iniziative volte a suo favore nei decenni precedenti. Fu confermato il suo ruolo di comune capoluogo di quadra, la quale assieme a quella di Rovato formava la Franciacorta. Quest'ultima godeva delle stesse esenzioni che la Serenissima riconobbe alla Val Trompia e alla Val Sabbia, tuttavia, essendo parte del cosiddetto Territorio, era comunque tenuta al pagamento delle tasse dei soldati.
Il comune di Brescia, che nei secoli precedenti era subentrato al Vescovo per l'amministrazione del Territorium Civitatis, entrò in conflitto con la municipalità gussaghese per la creazione di un vicariato (1450). A seguito della pacificazione definitiva della zona, grazie alla Pace di Lodi, la Serenissima confermò i privilegi al comune del paese, riducendo i poteri di quello di Brescia sopra di esso.
Il periodo di pace consentì la costruzione della Pieve di Santa Maria sull'edificio plebano preesistente (XV secolo) e la costruzione di Palazzo Caprioli a Sale (XVI secolo).
Il comune si mantenne capoluogo di quadra sia nel 1610, come testimonia il Catastico Bresciano di Giovanni da Lezze, sia nel 1764, come dimostrato dalla Descrizione Generale redatta in quell'anno. Secondo gli studi di Annibale Marchina (1989), nel 1765 Gussago risultava essere suddiviso in tre contrade (Casaglio, Navezze e Villa) ognuna delle quali forniva dodici consiglieri.
Sul finire del XVIII secolo è attestato l'avvio dei lavori di costruzione dell'attuale parrocchiale.

### Epoca napoleonica
Durante la breve esperienza della Repubblica Bresciana (marzo 1797) il comune di Gussago fu inserito nel Cantone di Garza Orientale e ad esso rimase assegnato con il passaggio di questa nel Dipartimento del Mella della Repubblica Cisalpina (novembre 1797). Nel primo riassetto amministrativo di questa istituzione napoleonica (maggio 1798) divenne capoluogo del Distretto delle Vigne, mentre in quello successivo (21 vendemmiaio anno VII Repubblicano) fu inserito nel Distretto del Garza Orientale. Fu in questa occasione che il comune fu ribattezzato Gussago con Civine: è comunque probabile che la frazione di Civine facesse già parte del comune durante la Repubblica di Venezia.
Nell'ultimo riassetto della Repubblica Cisalpina (1801), il comune fu assegnato al Distretto I di Brescia e in tale veste si mantenne con la tramutazione di Cisalpina in quella Italiana.
Con la riorganizzazione del napoleonico Regno d'Italia, la municipalità fu ribattezzata Gussago con Ronco e fu inserita nel Distretto I di Brescia a sua volta appartenente al Cantone I avente medesimo capoluogo.
Nel 1810, l'ennesima riforma amministrativa napoleonica fece aggregare i soppressi comuni di Padergnone e Brione al territorio comunale di Gussago con Ronco.

### Epoca austriaca
A seguito del Congresso di Vienna e dell'assegnazione del territorio bresciano al Regno Lombardo-Veneto (1815) il comune di Gussago con Ronco fu inserito nel Distretto I di Brescia della Provincia di Brescia. In tale organizzazione amministrativa si mantenne anche a seguito delle riforme del 1844 e del 1853.
La municipalità fu coinvolta nelle lotte risorgimentali. Durante l'insurrezione del 22 marzo 1848 il comune fornì cinquanta fucili a Brescia, mentre l'anno seguente durante le Dieci Giornate, da Gussago partirono ottanta uomini per combattere nelle barricate.

### Dopo l'Unità d'Italia
A seguito della Pace di Zurigo e dell'assegnazione delle province lombarde al Regno di Sardegna, prima a titolo temporaneo e poi in maniera definitiva (1859 e 1860), il comune fu assegnato Mandamento III di Brescia appartenente al circondario I della provincia di Brescia. In tale occasione riassunse l'antico nome di Gussago.
A Gussago è stato ambientato il primo film della provincia di Brescia. «Gli effetti del vino a Gussago (un paesan sborniato)» è una pellicola di tipo "Edison" proiettata in città nel 1908, accompagnata dalla recitazione di alcuni attori locali. Recuperata e restaurata dal Centro Culturale 999, sarà proiettata in occasione dell'edizione 2021 del Festival intercomunale del cinema amatoriale.
Nel secondo dopoguerra, il paese ha visto quasi raddoppiare la propria popolazione, passando dagli 8 159 abitanti del censimento 1951 agli oltre 15 000, raggiunti nel primo decennio del XXI secolo.

### Ricorrenze
Il patrono di Gussago ricorre con l'assunzione di Maria che si festeggia il 15 agosto. Altri patroni sono:
- San Lorenzo per la Piazza (10 agosto);
- San Girolamo (fine settembre) e i santi Abdon e Sennen (fine luglio) per la contrada di Civine;
- san Vincenzo (inizio giugno) per Navezze;
- Santa Maria Assunta e San Nicola da Tolentino (10 settembre) per Piedeldosso;
- San Giuseppe (19 marzo) e San Rocco (16 agosto) per Casaglio;
- per le contrade di Croce e Mandolossa, san Nicola e l'Esaltazione della Santa Croce (14 settembre);
- Santo Stefano protomartire (26 dicembre) e Sant'Adriano per la frazione di Sale;
- san Zenone (metà aprile) e Santissimo Nome di Maria (8 settembre) per Ronco;
- S.Antonio da Padova per le contrade centrali di Valle-Villa.

### Simboli
Lo stemma del Comune di Gussago, riconosciuto con decreto del Presidente del Consiglio dei Ministri in data 21 giugno 1952, è così descritto:
Il gonfalone, concesso con D.P.R. del 6 ottobre 1953, è un drappo partito di bianco e di rosso.

## Monumenti e altri luoghi d'interesse

### Architetture religiose
- Monastero della Santissima
- Eremo di Camaldoli
- Pieve di Santa Maria
- Chiesa di San Rocco
- Chiesa di San Lorenzo
- Prepositurale di Santa Maria Assunta
- Chiesa di Santo Stefano, in frazione Sale
- Chiesa di Sant'Adriano, in frazione Sale
- Chiesa della Santa Croce
- Chiesa del Santolino
- Chiesa di San Zenone vescovo, in frazione Ronco
- Santella dei Santi Abdon e Sennen, in frazione Riviere (Civine)

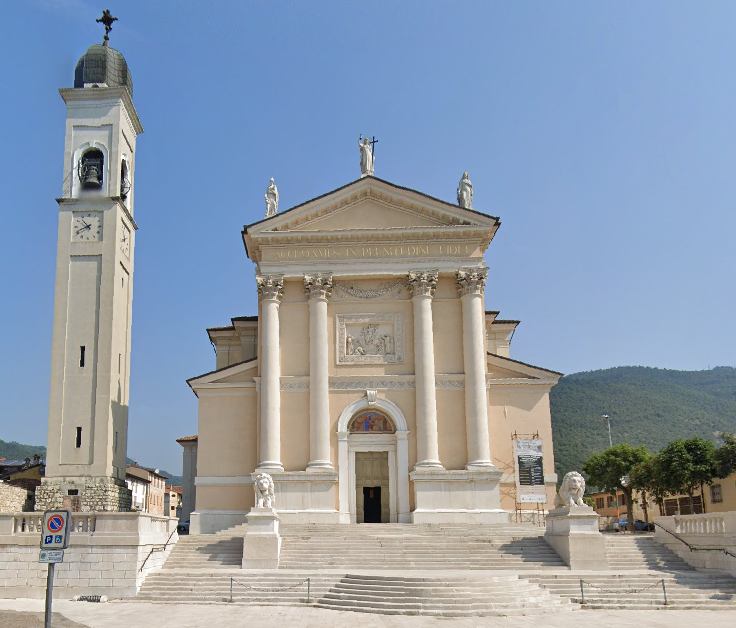
Chiesa di Santa Maria Assunta
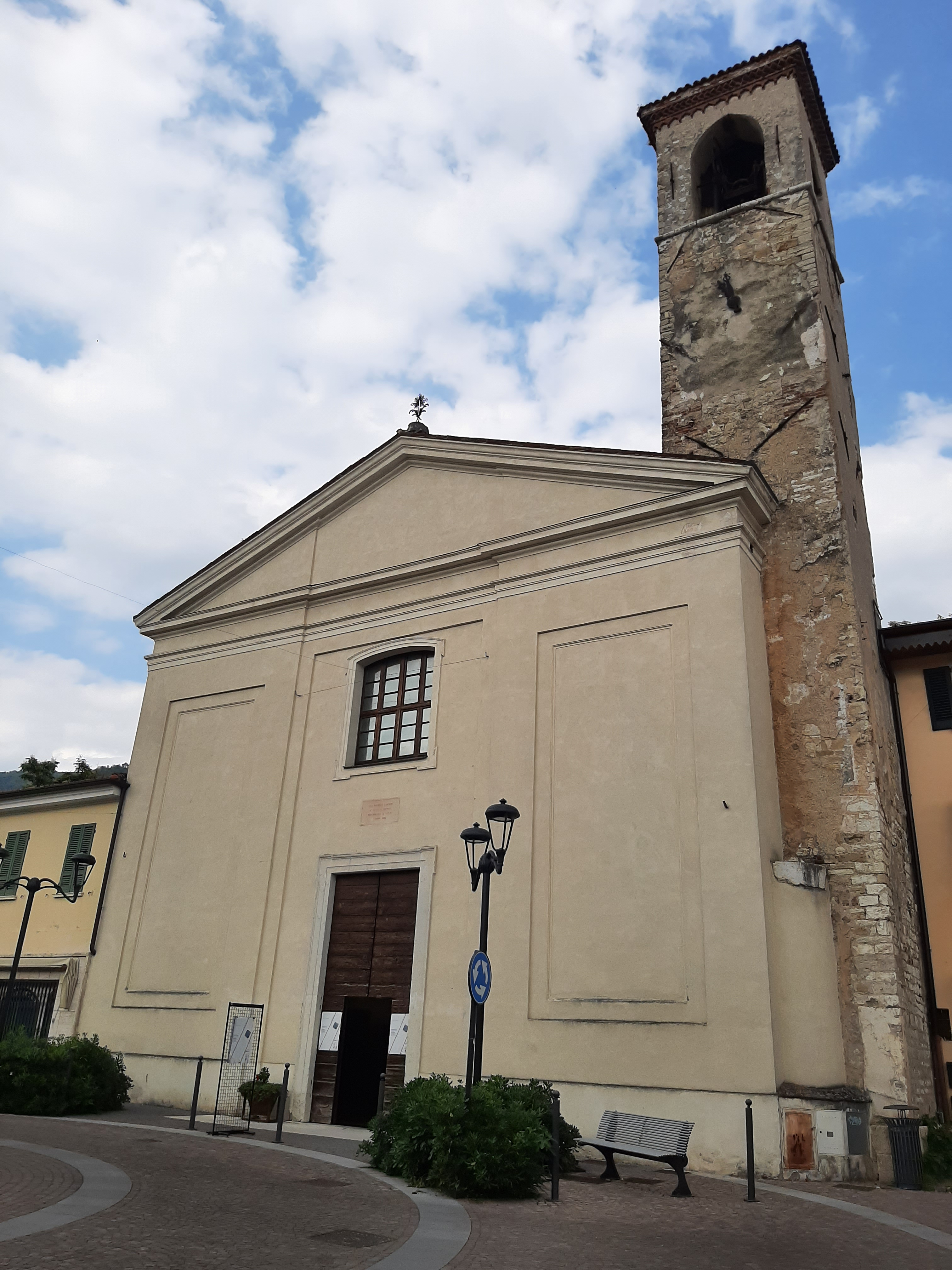
Chiesa di San Lorenzo
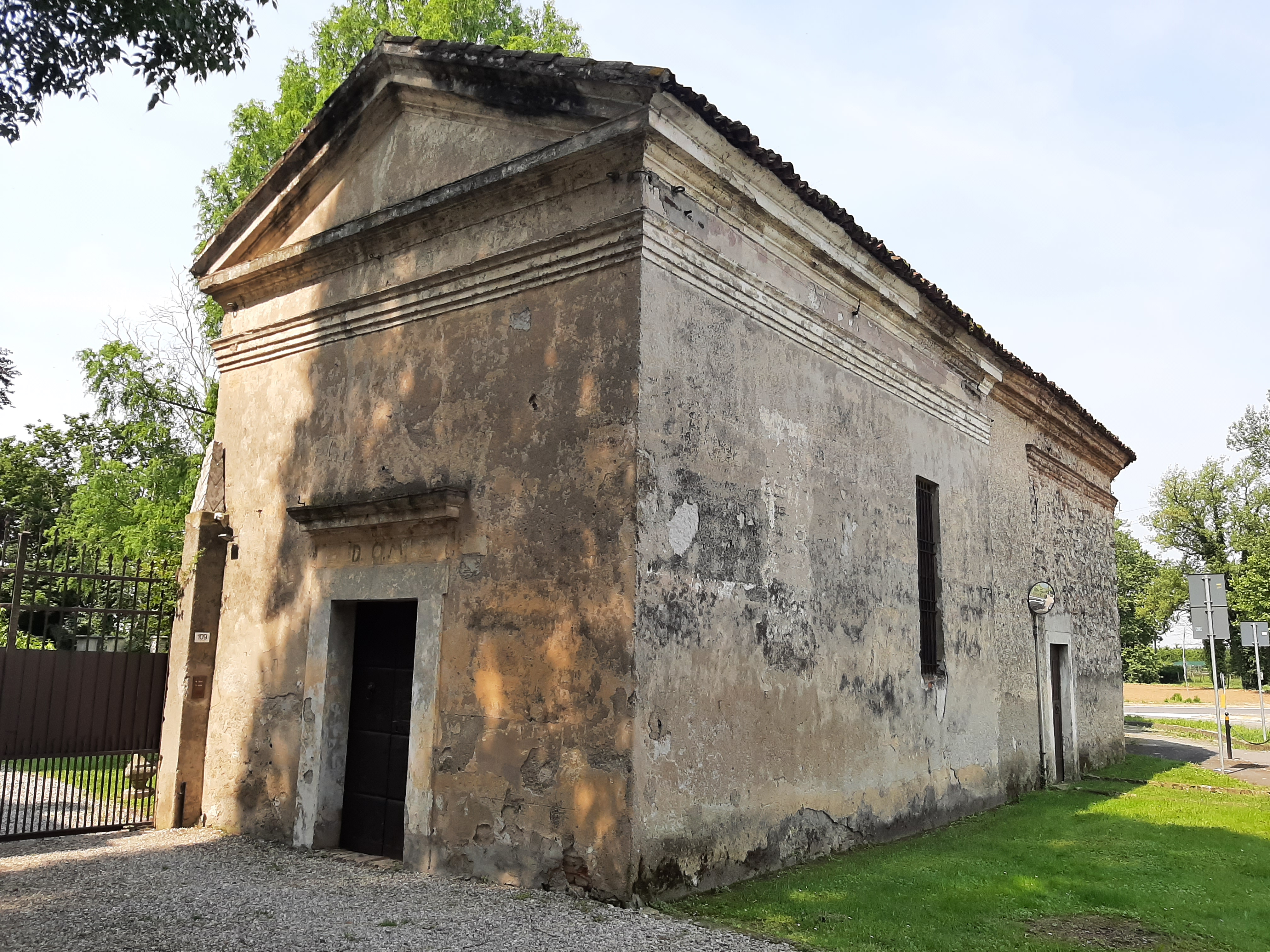
Chiesa di Sant'Adriano
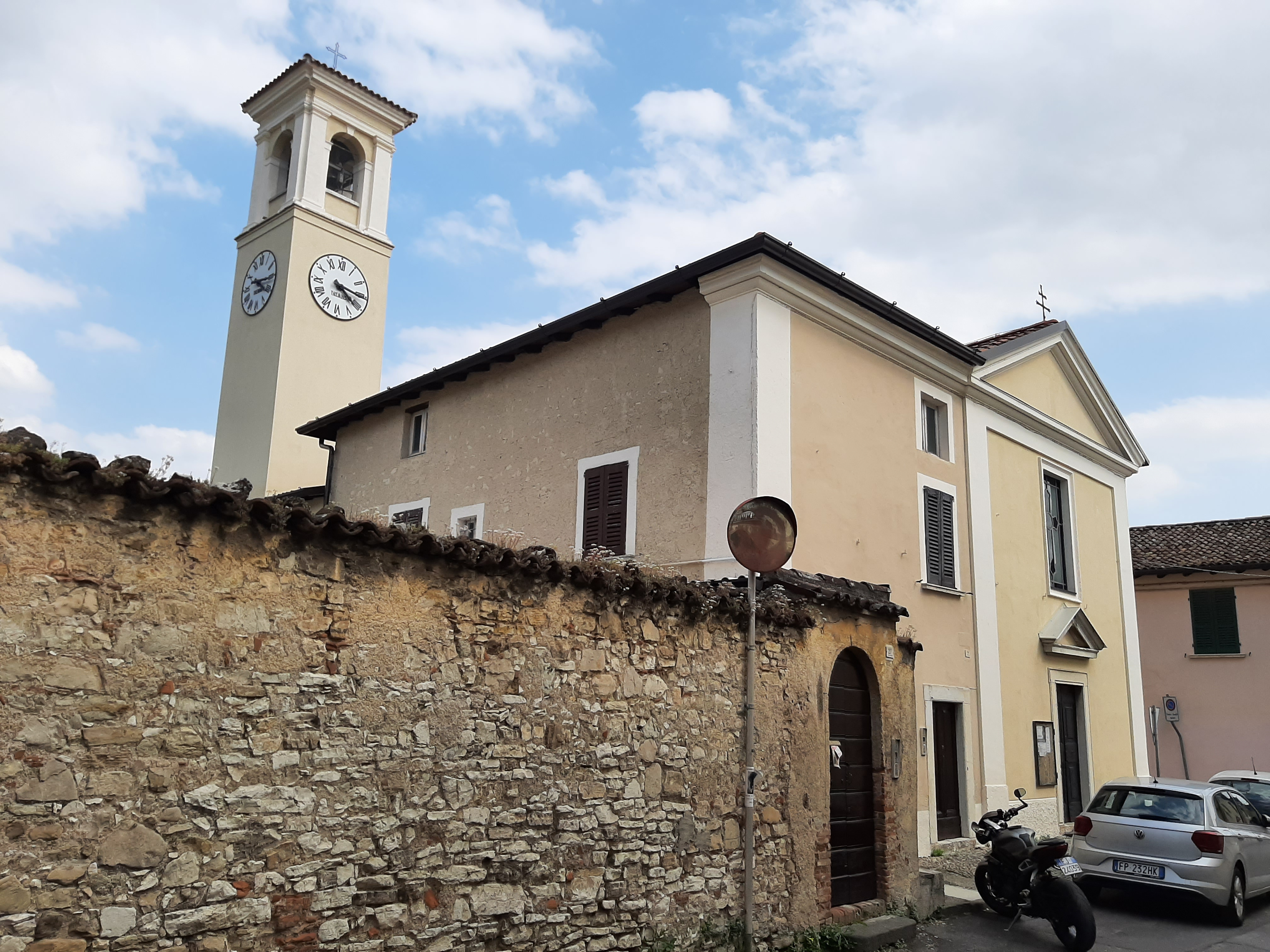
Chiesa della Santa Croce
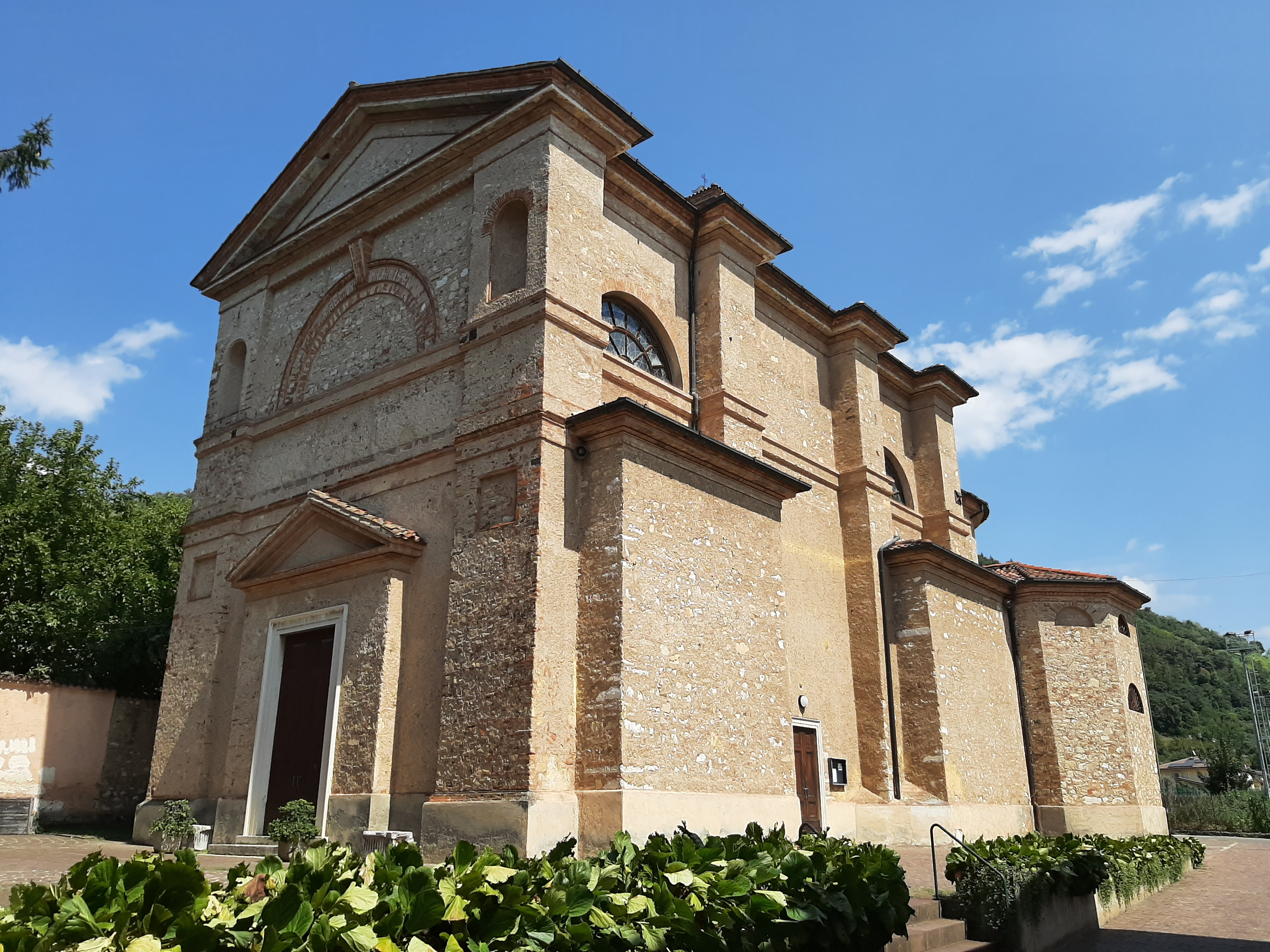
Chiesa di San Zenone Vescovo

#### La Santissima

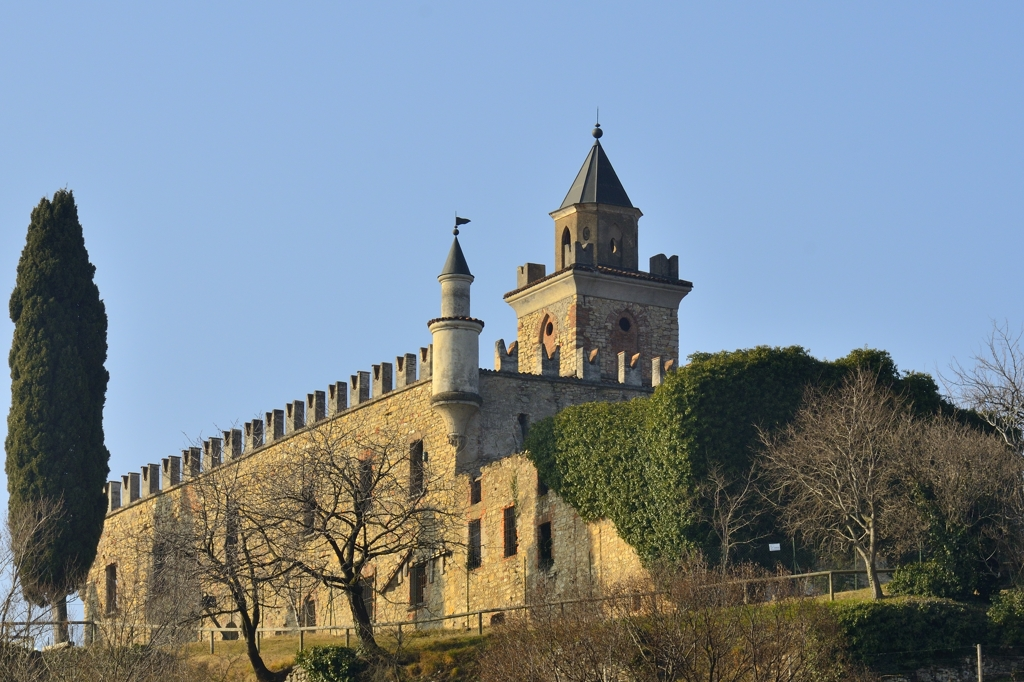
La Santissima

La Santissima è un dismesso convento domenicano posto sulla cima del colle Barbisone, dotato di torri e merlature.
Non esistono attualmente documenti che ci confermino la data di fondazione dell'edificio intitolato alla Santissima Trinità, le ricerche degli specialisti fanno pensare però al tardo Medioevo.
Una prima ipotesi si basa sulla sanzione ufficiale della festa della Santissima Trinità stabilita nel 1331 da papa Giovanni XXII.
La seconda data è il 1423 relativa ad un'importante decorazione dell'interno della chiesa e quindi cronologicamente posteriore alla posa della prima pietra.
L'esistenza di una chiesa rurale "in monte de Barbisono" nel territorio di Gussago è attestata per la prima volta da un'indulgenza emanata nel 1460 da papa Pio II "Pro loco Trinitatis Gussagi".
Con bolla di papa Sisto IV, in data 2 maggio 1479, la "ecclesia Sanctissimae Trinitatis de Guzago" è affidata all'ordine dei frati Domenicani che, restaurata la chiesa, costruirono il Convento e i locali per i contadini. Il convento gussaghese aveva la duplice funzione di presenza religiosa e di centro di rifornimento di prodotti agricoli per il grande convento della città di Brescia. Per più di tre secoli questo fu luogo di preghiera e di attività connessa a varie coltivazioni; ospizio di salubre soggiorno contro le pestilenze, in quanto dal 1478 Brescia fu colpita dalla peste chiamata "mal de zuchèt o del mazuch", causando la morte di 30 000 persone.
Nell'anno 1580 vi è la visita apostolica del cardinale Carlo Borromeo da Milano, in cui rimarca la bellezza e la pace del luogo, ideali per pause di ristoro e di riflessione dei frati predicatori.
In seguito all'occupazione del bresciano da parte dell'esercito francese nel 1797, con decreto del Governo Provvisorio del Sovrano Popolo Bresciano il convento fu assegnato all'Ospedale Maggiore di Brescia.
Nel 1823 la Santissima fu messa in vendita ed acquistata dal miniaturista Giovanbattista Gigola che la condise con gli amici Luigi Basiletti e Angelo Inganni.
Il Gigola incaricò Rodolfo Vantini della trasformazione dell'austero convento tramite finestre ogivali in stile gotico, i merli ghibellini posti a ornamento dei cornicioni del tetto, le torrette poste agli angoli della facciata.
Il Gigola nominò erede l'Ateneo di Brescia, lasciandone l'usofrutto alla giovane moglie. La vedova Aurelia Bertera sposò in seconde nozze il pittore bresciano Angelo Inganni e con lui abitò la Santissima come casa di villeggiatura.

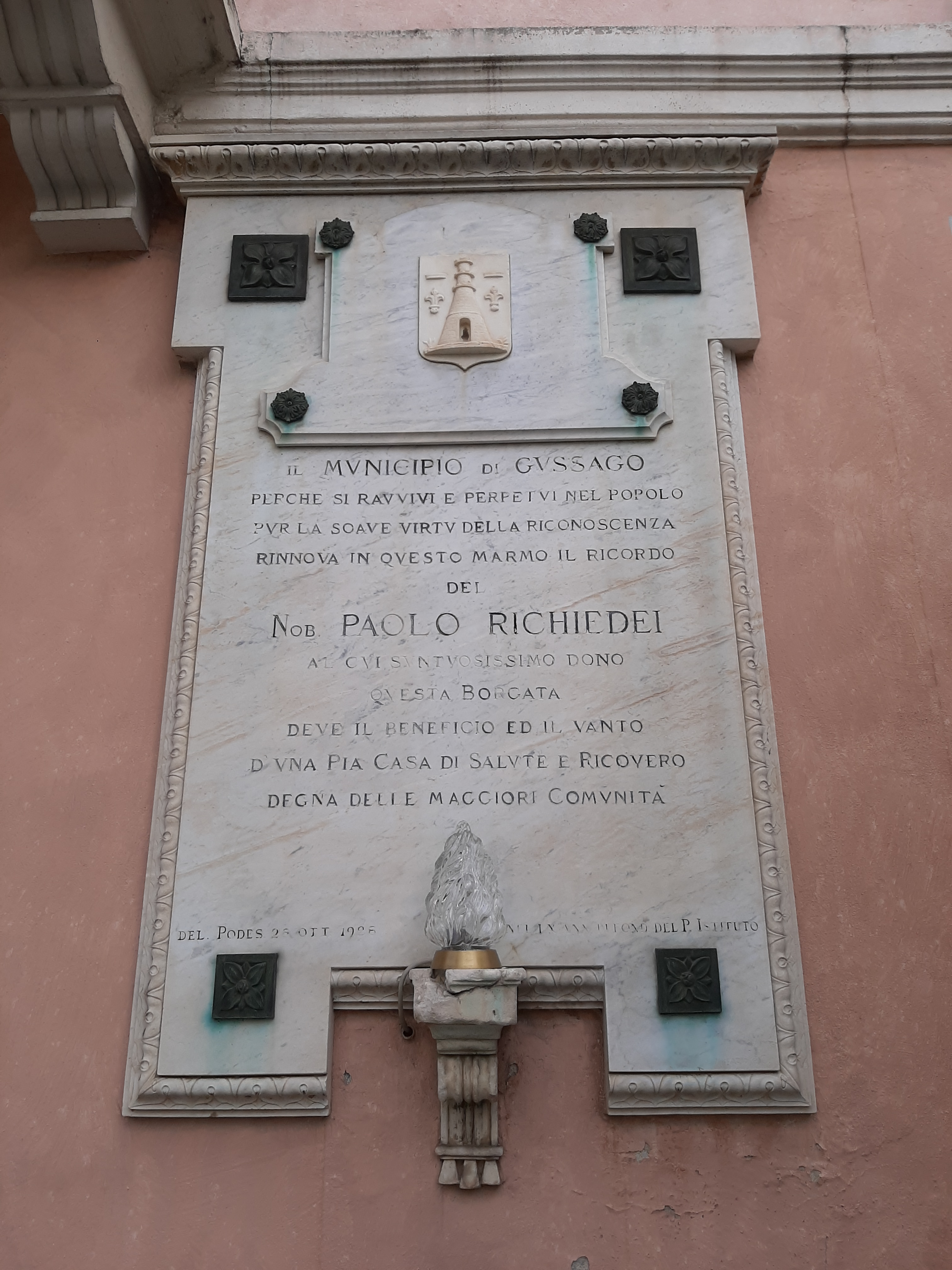
Lastra in marmo commemorativa dedicata a Paolo Richiedei, affissa all'esterno della Biblioteca Comunale "Carlo Bonometti".

Alla morte della Bertera, nell'aprile del 1855, l'Ateneo richiese all'Inganni la restituzione della proprietà o il pagamento di un affitto. Nel settembre dello stesso anno tuttavia Paolo Richiedei, amico del pittore, acquistò la Santissima e la concesse in beneficio all'uomo ed alla sua nuova moglie, l'allieva Amanzia Guérillot. Una sua Deposizione del 1858 è esposta alla chiesa parrocchiale.
Alla morte di Inganni, la Santissima rientrò nella gestione del patrimonio del nobiluomo, il quale con il suo testamento redatto nel 1860, legò il castello all'Opera Pia Richiedei disponendo l'erezione nel comune di Gussago, in contrada Villa, di un "Ospedale per i malati poveri" e di una "Casa di Ricovero per i vecchi poveri".
La stessa Opera Pia ha restaurato l'edificio nel 1991, riparando il tetto e consolidando le strutture murarie. Le recenti opere, volute dalla Fondazione Richiedei, hanno arrestato il degrado dell’edificio e l’hanno restituito alle forme neogotiche che il Vantini le aveva conferito all’inizio del secolo scorso.
Nel 1999 è stato predisposto l'attuale sistema di illuminazione, mentre nel 2010 l'edificio è stato acquistato dal Comune di Gussago per risollevare le finanze dell'Opera Pia Richiedei, che gestisce l'ospedale locale.
A fianco dell'ingresso carraio dell'ex convento della Santissima si trova la Santella dell'Inganni, una cappella campestre che presenta una struttura architettonica semplice, ma di armoniche proporzioni. L'affresco con la Deposizione dalla Croce fu eseguito da Angelo Inganni verso il 1860.

### Altri luoghi d'interesse
Gussago presenta scenari suggestivi, grazie al gioco tra antichi sentieri e le numerose alture: il punto più alto del paese è Quarone (Quarù), da cui si snoda un ruscello ed il sentiero recentemente sistemato. Vi è poi anche la vecchia strada chiamata Cùdula che da Casaglio porta in cima al rilievo che fa da confine naturale tra i comuni di Gussago e Cellatica, dove sono presenti numerosi resti di muri e scalcinàcc, ovvero portali antichi costruiti per le proprietà private nei campi; lo stesso sentiero è un'alternativa per raggiungere il Santuario della Stella.

## Società

### Evoluzione demografica
Abitanti censiti

### Etnie e minoranze straniere
Secondo le statistiche ISTAT al 1º gennaio 2021 la popolazione straniera residente nel comune era di 1 383 persone, pari all'11% della popolazione. Le nazionalità maggiormente rappresentate in base alla loro percentuale sul totale della popolazione residente erano:
- Romania 239
- India 152
- Albania 121
- Marocco 105
- Pakistan 94
- Ucraina 89
- Moldova 85
- Cina 52
- Senegal 49
- Sri Lanka 45
- Filippine 45
- Ghana 32
- Egitto 27

## Cultura

### Istruzione

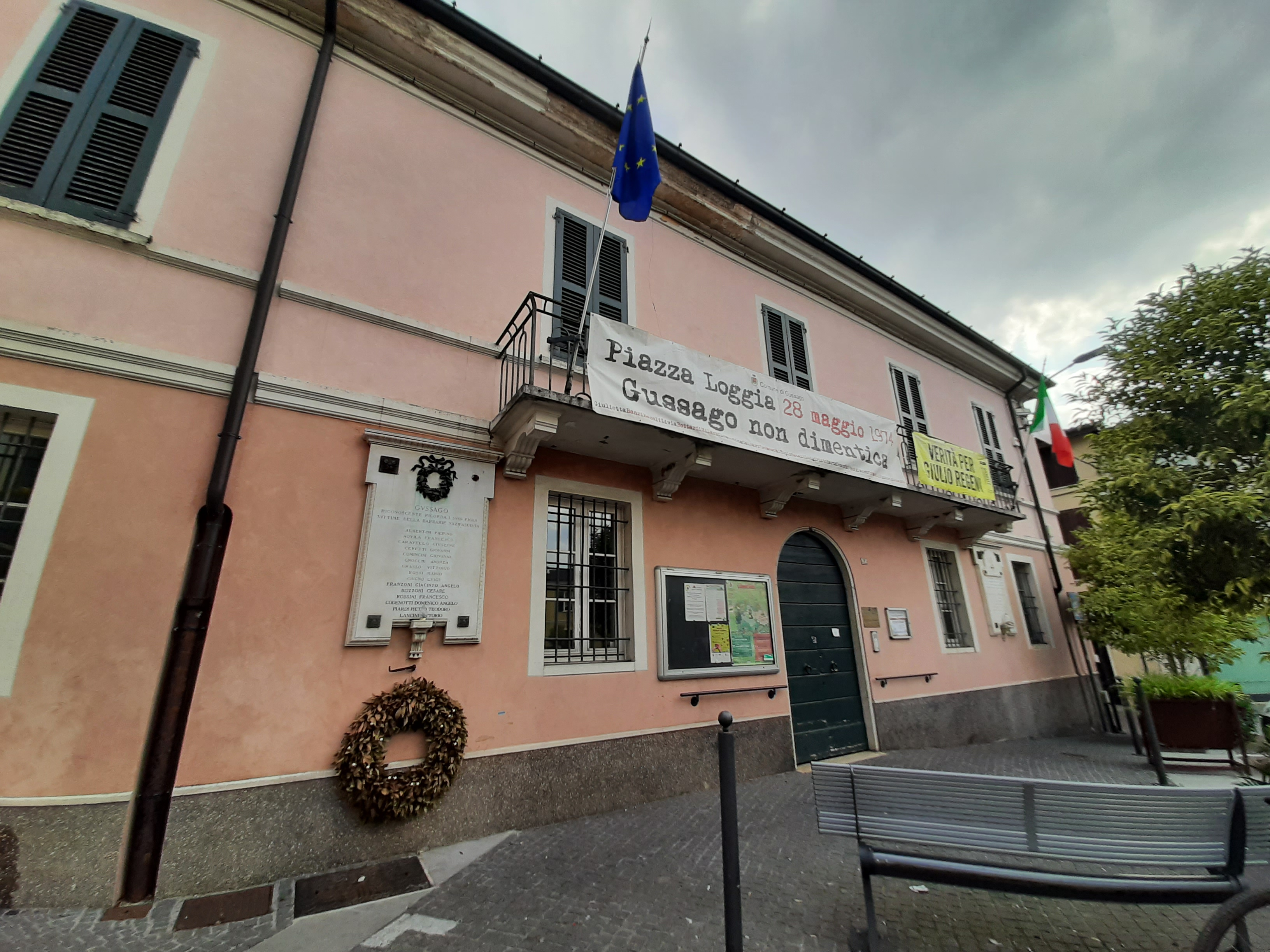
Facciata della Biblioteca Comunale "Carlo Bonometti"

A Gussago è presente una Biblioteca Comunale che ha sede in Piazza San Lorenzo, nel Palazzo che ospitava il Municipio e che è stato ristrutturato nel 2004.

#### Scuole
Gussago ospita, fin dall'epoca dell'Unità d'Italia, gli Enti Morali, ente che coordina le attività della scuola materna paritaria "G.Nava". Inoltre sono presenti diverse scuole, raggruppate dal 2010 in un unico Istituto Comprensivo:
- Scuola dell'Infanzia "Bruno Munari" di Sale;
- Scuola dell'Infanzia "Nicola Piovanelli";
- Scuola Primaria "Aldo Moro" di Casaglio;
- Scuola Primaria "Gianni Rodari" di Navezze;
- Scuola Primaria "Beato Teresio Olivelli" di Sale;
- Scuola Primaria "Don Milani" di Ronco;
- Scuola Secondaria di primo grado "Venturelli".

### Cucina
Piatto tipico della zona è lo spiedo, recentemente insignito del Marchio DE.C. O. (Denominazione Comunale d'Origine) dal 2010.

### Eventi
La Festa dell'Uva da oltre cinquant'anni anima l'ultima domenica di settembre, richiamando pubblico da ogni parte della provincia per assistere alla tradizionale sfilata dei carri allegorici, ognuno rappresentante la sua frazione.
Ogni anno, con l'arrivo dell'autunno, all'inizio di settembre, ha luogo la Fiera della Caccia, che presenta mostre faunistiche e una competizione cinofila.
Ogni anno con la prima raccolta delle vigne, avviene anche la Gara del Boccale.
Una sfida tradizionale e divertente del comune: chi beve più vino vince! 
Si svolge in piazza tra musica, risate e buon cibo, ed è diventata un simbolo dell’allegria e dello spirito goliardico della comunità.
Vi sono poi numerose feste legate alle varie frazioni e alle numerose associazioni e società sportive presenti sul territorio.

## Geografia antropica

### Frazioni
La "piazza originale" di Gussago era la piazza di San Lorenzo. Piazza che nel 1810 diede il nome alla contrada principale del paese, Piazza, anticamente Chiamata Castelli, per la presenza di un antichissimo edificio d'epoca romana scoperto nel 1720 durante la ristrutturazione di un'abitazione privata.
Sono Piedeldosso e Casaglio le altre antiche contrade che con la Piazza costituiscono il nucleo centrale dei borghi antichi.
- Piedeldosso (Piedeldòs) si snoda tra pianura e collina ai piedi del Santuario della Madonna della Stella, sede di un'antica strada romana, intorno a cui esistevano case sin dal XII secolo; la strada collegava la Franciacorta alla Valtrompia tramite il passo della Forcella. La contrada ospita inoltre l'antica pieve trecentesca dedicata a S. Maria Assunta, eretta dai monaci della Badia di Leno, che ospita il pulpito del Maviorano risalente ad epoca longobarda.
- Casaglio (Cazàj) ospita la chiesetta dedicata a San Giuseppe, in cui era conservata la reliquia del santo donata nel 1728 da Pier Giorgio Rubini.
- Navezze (Naèze) era famosa per i mulini a vento, le cui tracce risalenti al X secolo si possono ritrovare negli archivi del Museo di Santa Giulia di Brescia. La chiesa parrocchiale è dedicata a San Vincenzo, festeggiato il 15 giugno. Negli anni del boom economico la frazione contribuì ad affermare Gussago come "Capitale dello Spiedo", con la nascita delle numerose osterie ancora oggi in attività.
- Sale (Sàle) è oggi la contrada che ha visto crescere maggiormente il proprio numero di abitanti. La frazione deve il suo sviluppo alle nobili famiglie dei Sala e Caprioli, che nel Quattrocento fecero costruire numerosi palazzi. La chiesa parrocchiale dedicata a Santo Stefano rimane arroccata sul monticello da cui è possibile vedere le località sottostanti Casotto (Casòt), Barco (Barc), Localnuovo (Locnöf) e la zona industriale della Mandolossa (Mandolòsa), punto più a sud dell'intero comune.
- La Croce (Crus), come Barco e parte di Villa, fa parte del territorio di Sale ma fa contrada a sé per tradizioni antiche. La contrada festeggia nel giorno dell'Esaltazione della Santa Croce e in maniera più solenne ogni sette anni. La prossima ricorrenza è fissata per il 15 settembre 2019.
- Villa (Vìla), divisa tra le parrocchie della Piazza e di Sale, non ha una sua contrada ed è chiamata anche Pomaro, nome che deriva da quello di una cascina. È forse uno dei luoghi più suggestivi del paese, sorgendo ai piedi della Santissima. Villa ospita anche una chiesa antica, detta "del Santolino" e la sede della nuova piscina Le Gocce, inaugurata il 25 luglio 2009.
- Ronco (Ruc) nacque lungo l'antica via romana che collegava Gussago e Rodengo, sviluppandosi inizialmente intorno alla parrocchiale. La frazione confina con Padergnone, frazione di Rodengo-Saiano.
- Civine (Sìine) è la località più alta del paese, costruita nel 1610 intorno alla chiesa parrocchiale di San Girolamo. A giugno si svolge la Festa delle Ciliegie.

## Economia

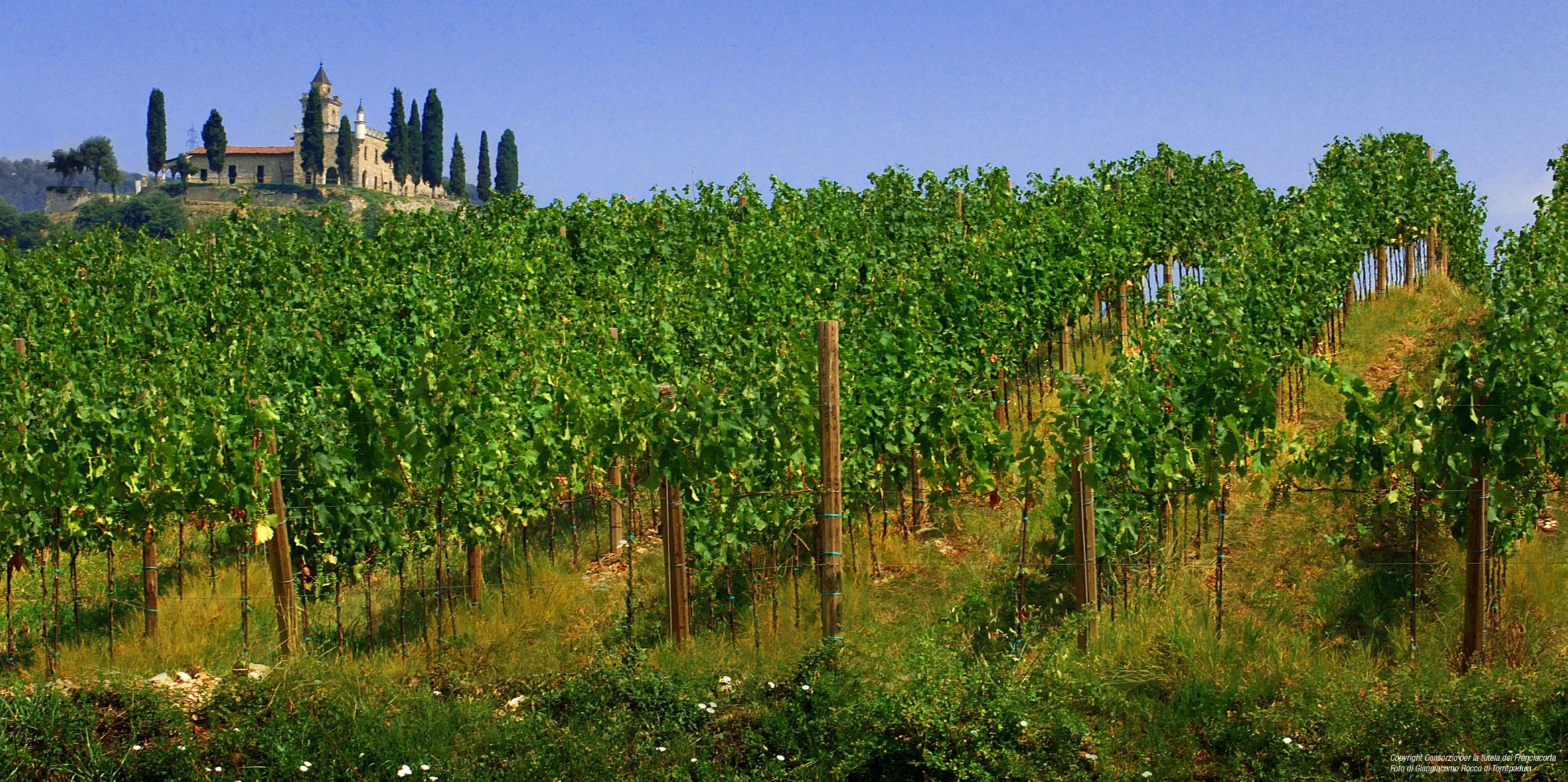
Vigneto a Gussago, con La Santissima sullo sfondo

Nel territorio comunale sono presenti numerose imprese soprattutto nella zona sud, la Mandolossa. Le aziende agricole e le cantine producono vini, come il Franciacorta DOCG, distillati, come la Grappa di Lombardia IG 6, insaccati.
Al 2009 la struttura delle attività produttive di Gussago si attesta su un centinaio di aziende agricole, compresa la silvicoltura e la pesca, sulle 1.483 attività complessivamente presenti sul territorio di cui 480 imprese artigiane.  Il notevole incremento demografico è legato anche a fenomeni di mobilità dai paesi vicini e dalla città, soprattutto per la vicinanza alla stessa, la presenza di servizi, la bella posizione ed il verde circostante ("Gussago, luogo di amene villeggiature estivo-autunnali", si disse per tanto tempo).

## Infrastrutture e trasporti

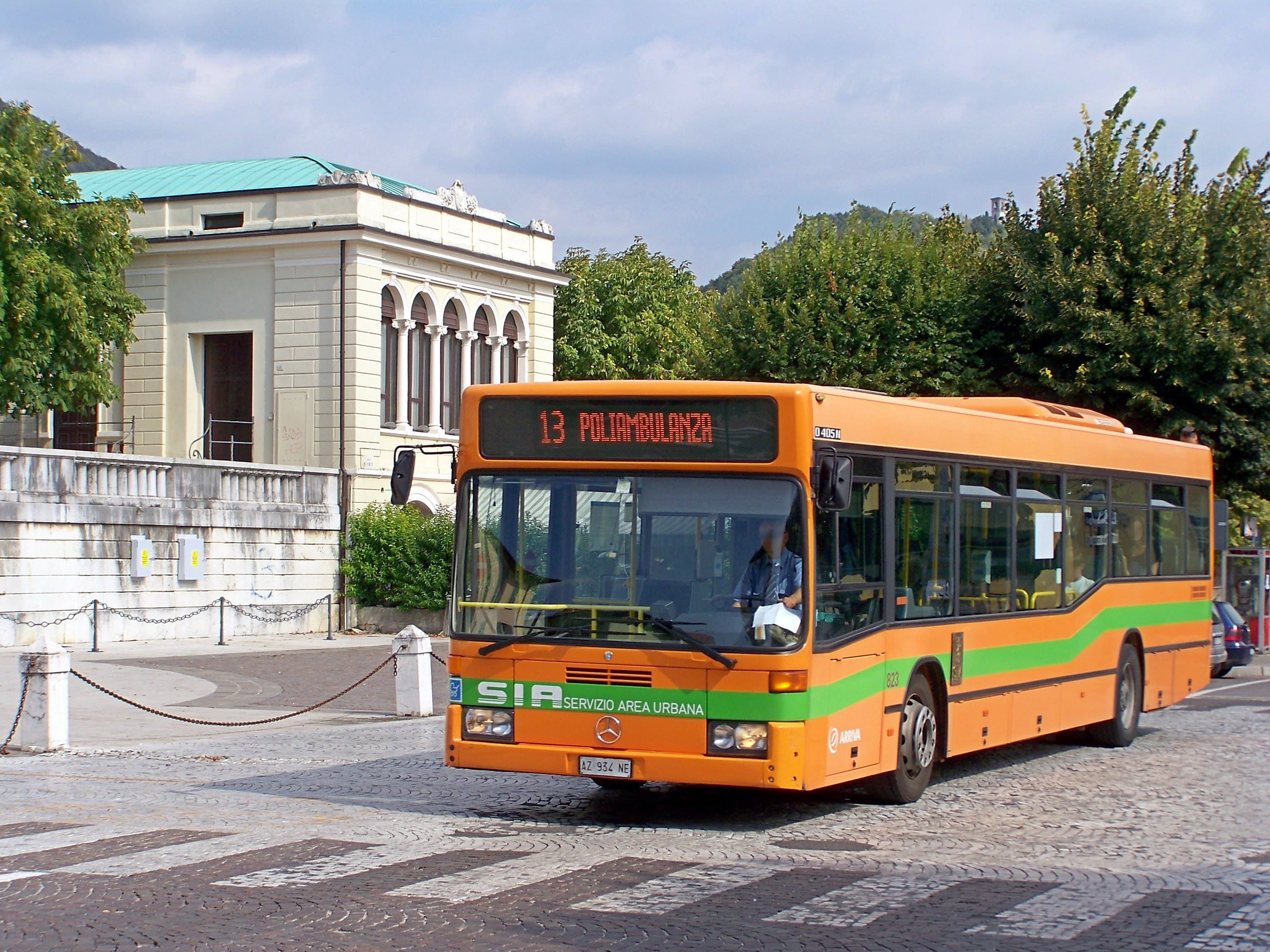
Trasporto pubblico in transito nella piazza Vittorio Veneto di Gussago, diretto verso la Poliambulanza di Brescia.

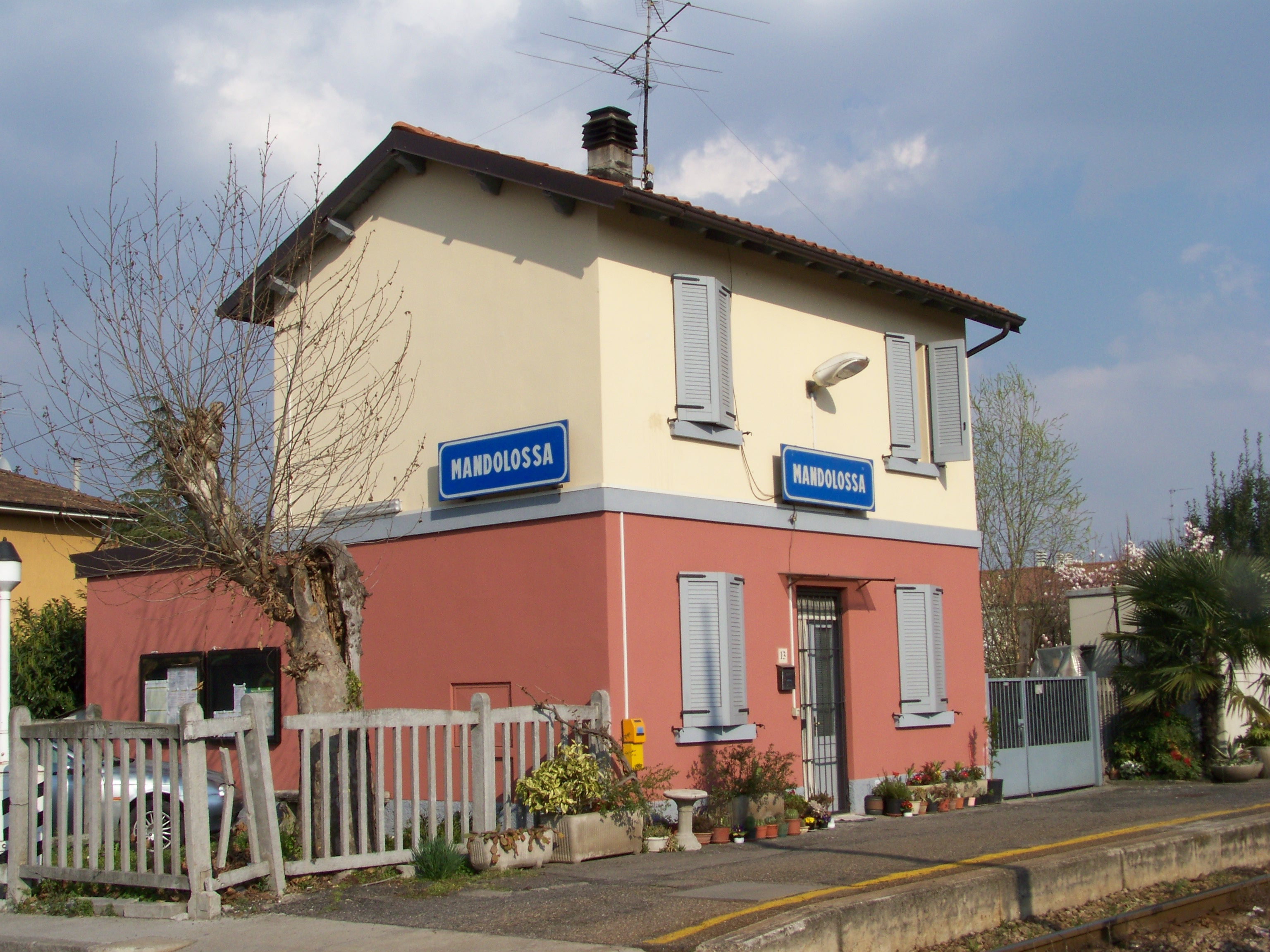
Stazione di Mandolossa

### Strade
Gussago è attraversata dalla SP 19 Concesio - Ospitaletto - Fenili Belasi nella parte centrale, con tre uscite: Ronco ovest, Ronco est e Navezze. Nella parte sud invece, in corrispondenza del confine con Brescia e Roncadelle, inizia la Strada Provinciale 510, che porta sul lago d'Iseo e da lì in Valle Camonica. Inoltre, sempre a sud nella località di Mandolossa, il confine del comune è segnato per circa un chilometro dal tracciato della Strada Statale 11 Padana Superiore.
Il paese è anche attraversato dalla SP 10 Brescia - Brione - Polaveno e comunica con l'abitato di Castegnato tramite la SP 45 Gussago - Castegnato.

### Mobilità interurbana
Fra il 1907 e il 1953 Gussago era servita dall'omonima stazione posta lungo la tranvia Brescia-Cellatica-Gussago; il capolinea era nella piazza principale, con delle fermate intermedie in via IV Novembre e via Peracchia. Il paese è tuttora servito dalla linea 13 dei trasporti urbani e dalla linea extra-urbana Gussago-Ome.

## Amministrazione
| Periodo | Periodo | Primo cittadino   | Partito | Carica  | Note |
| ------- | ------- | ----------------- | ------- | ------- | ---- |
| 1945    | 1945    | Carlo Bonometti   | CLN     | Sindaco |      |
| 1945    | 1948    | Angelo Venturelli |         | Sindaco |      |
| 1948    | 1956    | Lodovico Giordani |         | Sindaco |      |
| 1956    | 1960    | Nicola Ghidinelli |         | Sindaco |      |
| 1960    | 1962    | Giuseppe Tosoni   |         | Sindaco |      |
| 1962    | 1972    | Giuseppe Peroni   | DC      | Sindaco |      |
| 1972    | 1978    | Luciano Codenotti | DC      | Sindaco |      |
| 1978    | 1982    | Santo Zorzi       | DC      | Sindaco |      |
| 1985    | 1995    | Domenico Alberti  | DC      | Sindaco |      |

Di seguito l'elenco dei sindaci eletti direttamente dai cittadini (dal 1995):
| Periodo         | Periodo         | Primo cittadino        | Partito                           | Carica      | Note          |
| --------------- | --------------- | ---------------------- | --------------------------------- | ----------- | ------------- |
| 24 aprile 1995  | 14 giugno 1999  | Maria Serina           | PDS                               | Sindaco     |               |
| 14 giugno 1999  | 8 giugno 2009   | Bruno Marchina         | lista civica "Gussago Insieme"    | Sindaco     |               |
| 8 giugno 2009   | 10 gennaio 2012 | Lucia Lazzari          | Il Popolo della Libertà-Lega Nord | Sindaco     | [ 22 ] [ 23 ] |
| 10 gennaio 2012 | 7 maggio 2012   | Salvatore Pasquariello |                                   | Commissario | [ 23 ] [ 24 ] |
| 7 maggio 2012   | 26 giugno 2017  | Bruno Marchina         | lista civica "Gussago Insieme"    | Sindaco     |               |
| 26 giugno 2017  | in carica       | Giovanni Coccoli       | lista civica "Gussago Insieme"    | Sindaco     |               |

### Gemellaggi
- Aliap, dal gennaio 2005[25]

## Sport

### Atletica
Le società di atletica gussaghesi sono l'Atletica Rebo Gussago e la C.S. Lib. Gussago entrambe affiliate alla FIDAL e le manifestazioni più importanti sono il 'Cross di Gussago, memorial Mario Mosca', una corsa campeste per tutte le categorie al Parco Muccioli e dintorni che negli ultimi anni si è disputata l'8 dicembre e la corsa su strada '10 miglia della Pieve di Gussago' che si svolge a maggio, entrambe le manifestazioni sono organizzate dall'Atletica Rebo Gussago.

### Calcio
Per quanto riguarda il calcio esistono quattro formazioni che militano tra la Promozione FIGC e la Terza Categoria F.I.G.C., le quali sono:
- A.S.D. Gussago 1981 Calcio (girone E lombardo di Promozione).
- Solleone Marcolini (Seconda Categoria)
- Casaglio (girone bresciano di Terza Categoria)

Esistono inoltre formazioni che militano nel campionato CSI e che sono collegate alle attività degli Oratori di Sale e di Ronco.

### Ciclismo
La squadra ciclistica Gruppo Sportivo Ronco, dell'omonima frazione gussaghese, vanta vittorie a livello dilettantistico giovanile.

### Rugby
Storicamente, la palla ovale è nel paese franciacortino dal 1969, ma la Società nasce nel 1989. La prima squadra del "Gussago Rugby Club" si è recentemente qualificato per la Serie B. Sono presenti anche folte schiere di giovanili (Under 18, Under 16, Under 14, Under 12).

### Nuoto
A Gussago vi è anche il centro Sportivo Comunale dedicato al nuoto e alla palestra.
La squadra principale del centro sportivo è la Franciacorta Nuoto che conta numerosi atleti di tutte le categorie

### Altri sport e impianti sportivi
Altre discipline sportive sono ben sviluppate presso Gussago, grazie soprattutto al Centro Polivalente "Carlo Corcione" della frazione di Casaglio. Esso comprende il palazzetto sportivo dove gioca la rappresentativa locale di basket, pallavolo e pattinaggio artistico; due campi da calcio, di cui uno regolamentare per 11 giocatori in erba dotato di pista di atletica ed uno per il calcio a 5 in erba sintetica; due campi per tamburello; un campetto per la pratica del beach volley; un campo regolamentare da rugby e quattro campi da padel.
Nella frazione Sale, in località Stacca, è presente un impianto di campi da tennis e calcetto al coperto, all'epoca noti come campi Gnocchi.
Inoltre vengono praticate diverse attività sportive legate alle arti marziali e alla corsa.